# Râul Padina Închisă
Râul Padina Închisă este un afluent al râului Padina Șindileriei. 

## Hărți
- Harta Județului Brașov
- Harta Munților Piatra Craiului  Arhivat în 27 mai 2008, la Wayback Machine.